# River (Kent)
River è un villaggio e parrocchia civile dell'Inghilterra, appartenente alla contea del Kent.